# Abdur Rahmán Adzsamal
Abdur Rahmán Adzsamal (Mumbai, 1983. május 12. –) indiai politikus és üzletember. 

## Fiatalkora és családja
Abdur Rahmán Adzsamal 1983. május 12-én született egy bengáli muszlim családban. Nagyapja, Hadzsi Adzsmal Ali rizstermesztő volt, aki 1950-ben Mumbaiba költözött, hogy az oud növény használatával próbáljon sikert elérni a parfümiparban. Adzsmal apja, Badruddin Adzsmal az All India Egyesült Demokratikus Front politikai párt alapítója és elnöke. 

## Karrier
Adzsmal a 2011-es asszámi törvényhozó választásokon az All India Egyesült Demokratikus Front jelöltjeként indult Salmara South körzetben, 3756 szavazattal legyőzve Vazed Ali Csoudhurit. 

## Fordítás
Ez a szócikk részben vagy egészben  az   Abdur Rahman Ajmal című angol Wikipédia-szócikk ezen változatának fordításán alapul.  Az eredeti cikk szerkesztőit annak laptörténete sorolja fel. Ez a jelzés csupán a megfogalmazás eredetét és a szerzői jogokat jelzi, nem szolgál a cikkben szereplő információk forrásmegjelöléseként.